# 小惠镇
小惠镇，是中华人民共和国陕西省渭南市富平县一个已撤销的乡级行政区，2015年，陕西省民政厅批复同意撤销小惠镇，将其所辖行政区域划归到贤镇。